# 山崎貝塚町
山崎貝塚町（やまざきかいづかちょう）は、千葉県野田市の地名。町丁なしの単独町名。郵便番号は、278-0023。

## 地理
町域の北東が千葉県道5号松戸野田線（流山街道）と接している。南西で山崎梅の台およびみずきと接するほかは、周りを山崎と接している。

## 歴史
縄文時代中期から晩期の遺構である山崎貝塚が存在する。
17世紀の半ばに分村が進み、新田開発で新しい村が生みだされた。

### 地名の由来
山崎貝塚が存在することから。

### 沿革
- 1983年（昭和58年）11月19日 - 大字山崎の一部が、土地の名称地番変更により、大字山崎貝塚町となる[4]。

### 町名の変遷
| 実施後の大字（字は設定せず） | 実施年月日     | 実施前（各字名ともその一部）                               |
| ---------------------------- | -------------- | ---------------------------------------------------------- |
| 山崎貝塚町                   | 1983年11月19日 | 大字山崎字上梅・字藤・字西大崎・字藤台・字西新田・字南新田 |

## 世帯数と人口
2017年（平成29年）11月1日現在の世帯数と人口は以下の通りである。
| 町丁       | 世帯数  | 人口    |
| ---------- | ------- | ------- |
| 山崎貝塚町 | 834世帯 | 1,855人 |

## 小・中学校の学区
市立小・中学校に通う場合、学区は以下の通りとなる。
| 番地 | 小学校               | 中学校             |
| ---- | -------------------- | ------------------ |
| 全域 | 野田市立みずき小学校 | 野田市立南部中学校 |

## 交通

### 道路
- 千葉県道5号松戸野田線

## 施設
- 西新田自治会館

## 史跡
- 山崎貝塚